# Propfan

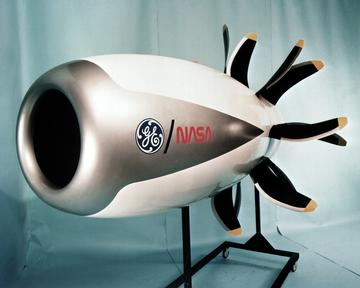
NASA/GE Unducted Fan motor

Een propfan-motor is een vliegtuigmotor die overeenkomsten heeft met zowel de turboprop als de turbofan, maar met grote verschillen.

## Werking
Een gasturbine drijft via een tweetraps-turbine twee propellers aan de buitenkant van de motor. Dit is ook het concept van een turboprop motor, maar de propellerwielen zijn uitgevoerd met een groot aantal sterk gebogen bladen, enigszins lijkend op de bypassfan van een turbofanmotor. Vanwege deze gelijkenis wordt dit type motor vaak UDF-motor genoemd, naar Unducted Fan (fan buiten de omkasting). Men spreekt ook wel van een "ultra-high-bypass (UHB) turbofan". Met deze motor tracht men de voordelen van twee typen vliegtuigmotoren te combineren: de te behalen vliegsnelheid en het vermogen van een turbofan, en het lage brandstofverbruik van een turboprop. 
Het principe van de propfan werd als eerste gebracht door Carl Rohrbach en Bruce Metzger van de Hamilton Standard Division van United Technologies in 1975 en werd gepatenteerd door Robert Cornell en Carl Rohrbach van Hamilton Standard in 1979. Later werd er door General Electric onderzoek gedaan aan soortgelijke motoren onder de naam unducted fan. 

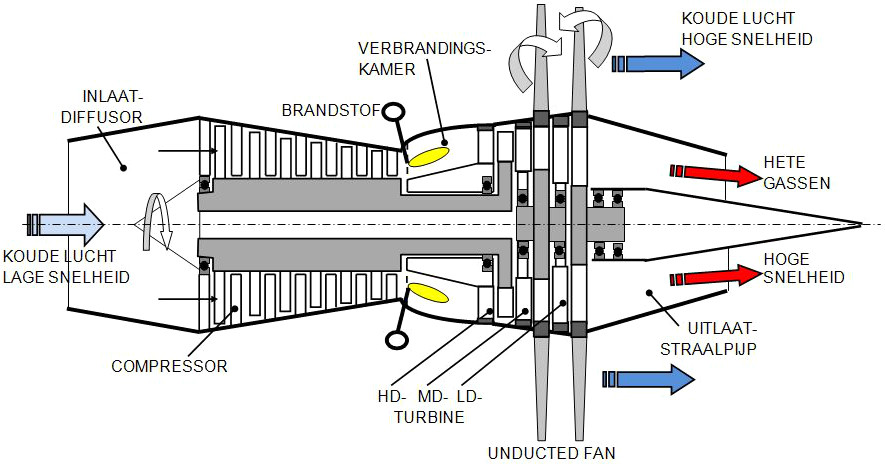
Principe van een UDF-motor

## Uitvoering
De propfan kan op verschillende manieren uitgevoerd worden. De illustratie toont een motor met een axiale compressor, een verbrandingskamer en drie turbinetrappen, genaamd hogedruk-, middeldruk- en lagedrukturbine. De HD-turbine drijft de compressor aan, de MD-turbine is direct gekoppeld met de eerste trap van de fan, en de LD-turbine is gekoppeld met de tweede trap van de fan. De fans bevinden zich aan de buitenkant van het turbinehuis. 

## Het probleem van de maximale propellortipsnelheid
Turboprops hebben de beste werking bij vliegsnelheden van ongeveer 700 km/h. Boven deze snelheid verliezen propellers rendement, door een effect dat schokgolf genoemd wordt en dat juist onder het bereiken van supersonische snelheid van de propellertips optreedt. Dit verschijnsel treedt plotseling op als de propellertips de geluidssnelheid naderen en het heeft het effect van het doorbreken van de geluidsbarrière. Het kan zelfs optreden als het vliegtuig nog stil staat op de startbaan. 
Men heeft getracht dit probleem op te lossen door een propeller met meer dan twee bladen te maken. De propeller kan dan meer vermogen leveren bij een lager toerental. Om deze reden hadden sommige gevechtsvliegtuigen in het begin van de Tweede Wereldoorlog propellers met twee of drie bladen, maar aan het eind van de oorlog, toen de motoren sterker waren, tot aan vijf bladen per propeller. Er zijn echter ook nadelen verbonden aan het toepassen van meer bladen, zoals problemen met de balancering en meer vliegweerstand. Een verbetering van de propellerschoepen werd in 1935 in Duitsland gevonden door de voorkant van de bladen een helling naar achter te geven, die meer wordt naar de buitenkant van het blad (swept blades). 

Swept propeller

## Brandstofverbruik en geluidsproductie
Bij het ontwerp van de propfan motor stond voorop dat deze motor een lager brandstofgebruik zou hebben (30-35% minder) dan de bestaande turbojet en turbofan motoren. Dit doel werd in de prototypes van UDF-motoren ook gehaald. Bij testvluchten met een omgebouwde Douglas DC-9 haalde de propfans een 30% lager brandstofverbruik dan de turbofans. Deze verbetering ging helaas ten koste van het belangrijkste probleem dat men had met de propfan: motorlawaai. Zowel in de cabine van het vliegtuig als op de grond (bij laag vliegen) werden laagfrequente “flapperende” geluiden waargenomen, vergelijkbaar met die van een helikopter. Men hoopt in latere ontwerpen dit geluidsniveau nog omlaag te krijgen.

## Ontwerpers en bouwers van propfanmotoren

### United Technologies
De Hamilton Standard Division van United Technologies ontwikkelde het propfanconcept in de jaren zeventig. Vele ontwerpvarianten zijn door Hamilton Standard getest, in samenwerking met NASA. Uit deze tests volgde het Propfan Test Assessment (PTA) programma, waarin Lockheed-Georgia voorstelde om een Gulfstream II om te bouwen om te dienen als vliegende proefstand voor het propfanconcept. McDonnell Douglas stelde voor een DC-9 voor hetzelfde doel om te bouwen. NASA koos voor het voorstel van Lockheed, waar een motorgondel aan de linkervleugel werd bevestigd voor een 6000 hp Allison 570-turbopropmotor die een Hamilton Standard SR-7-propfan aandreef met een diameter van 9-voet. Dit vliegtuig vloog voor het eerst in maart 1987. Na een intensief testprogramma werden de extra voorzieningen weer van het vliegtuig verwijderd.

### General Electric
General Electric's GE36 Unducted Fan was een variatie op het originele propfanconcept. GE's UDF heeft een “direct drive” arrangement voor de fan, met een laagtoerige turbine met 7 trappen, waarvan de “statordelen” ook vrij kunnen draaien. Het is eigenlijk een turbine met 14 trappen. De turbinerotor drijft de voorste propellers aan, de draaiende “stator” de tweede propeller, draaiend in tegenovergestelde richting. Boeing was van plan om GE's UDF-motor op de 7J7 te gaan toepassen, en McDonnell Douglas was hetzelfde van plan op de MD-94X. De GE36 werd voor het eerst getest op een Boeing 727-100 in 1986.
McDonnell Douglas stelde het bedrijfsvliegtuig MD-80 beschikbaar en bouwde dit om door de JTD8D-turbofan van de linkerkant van de romp te vervangen door de GE36. Er werden hiermee testvluchten uitgevoerd en na de succesvolle tests werd er een eersteklascabine achter in het vliegtuig gebouwd om de inzittenden de motor te laten ervaren. De motor gebruikte 30% minder brandstof dan de turbofan op de MD-80 en het geluidsniveau binnen en buiten het vliegtuig voldeed aan de eisen. Toen echter de brandstofprijzen drastisch gingen dalen stopte Douglas in het jaar daarop het programma. 

### Allison/Pratt & Whitney
In de jaren tachtig werkte Allison samen met Pratt & Whitney bij het demonstreren van de 578-DX propfan. Anders dan de concurrerende GE36 UDF was de 578-DX tamelijk conventioneel, met een reductie-tandwielkast tussen de LP-turbine en de propfanbladen. De 578-DX werd succesvol getest op een McDonnell Douglas MD-80.

### Progress D-27

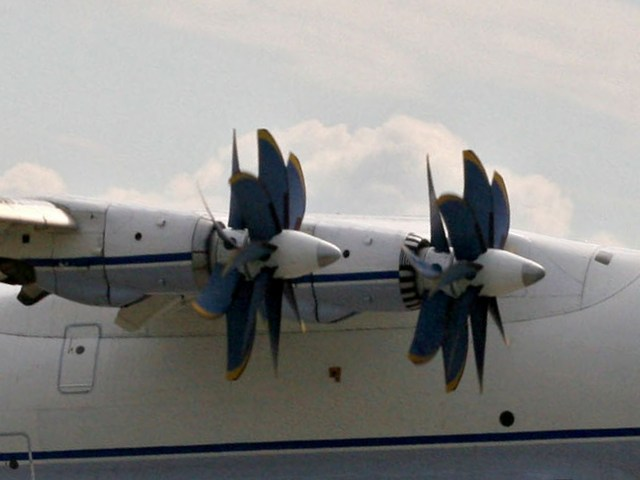
Progress D27 Propfans op een Antonov An-70

De Progress D-27-propfan, ontwikkeld in de Sovjet-Unie, is onconventioneel in uitvoering, met de propfanbladen voor aan de motor, achter elkaar. Twee achterstevoren gemonteerde D-27-propfans dreven de Antonov An-180 aan, die in 1995 in dienst zou komen. Een andere Russische propfantoepassing was de Yakovlev Yak-46. In de jaren negentig ontwikkelde Antonov ook de An-70, met vier Progress D-27s achter elkaar. De Russische luchtmacht bestelde 164 vliegtuigen, maar de opdracht werd later teruggetrokken.

## Toekomst
Geen van de genoemde projecten is verder doorgezet, hoofdzakelijk door de toch hogere geluidsproductie in de cabine en door de lage brandstofprijzen.
Gezien de huidige hoge brandstofprijzen en de nadruk die ligt op het verminderen van de uitstoot van motoren, is er een vernieuwde belangstelling voor het propfanconcept voor straalvliegtuigen die in dienst zullen komen na de Boeing 787 en de Airbus A350. Als voorbeeld: Airbus heeft een patent op vliegtuigontwerpen met twee achterstevoren gemonteerde tegengesteld draaiende propfans.

## Vliegtuigen met propfans
- Antonov An-70
- EcoJet

## Vergelijkbare motoren
- Europrop TP400
- General Electric GE-36 UDF
- Koeznetsov NK-12
- Rolls-Royce RB3011
- Pratt & Whitney/Allison 578-DX
- Progress D-27
- Metrovick F.5